# مسجد و حسینیه ملاجعفر
مسجد و حسینیه ملاجعفر مربوط به دوره متاخر اسلامی دوره قاجار است و در یزد، محله گردفرامرز، کوچه اصلی واقع شده و این اثر در تاریخ ۲۲ آبان ۱۳۸۶ با شمارهٔ ثبت ۱۹۹۰۹ به‌عنوان یکی از آثار ملی ایران به ثبت رسیده است.